# 和平工業專用港
和平工業專用港，原稱為和平水泥專用港，簡稱和平港，位於臺灣花蓮縣秀林鄉和平村，港區面積158.8公頃，為臺灣現有三座工業專用港之一。和平港為經濟部產業園區管理局管轄之和平工業區之一部分，總投資額為新台幣110億元。1996年12月，中華民國經濟部依據《促進產業升級條例》，核准台泥集團所屬的「和平工業區專用港實業股份有限公司」以BOT模式建造營運，60年後和平港產權將移轉予經濟部產業園區管理局。2000年6月，和平港第一期工程完工。2003年12月2日，和平港正式營運。2004年3月，行政院函指定和平港為工業專用港。
和平港開始營運之初，常被附近居民質疑是破壞生態環境，屢次發生衝突。為了提升形象，並進行企業轉型，和平港公司於2019年申請「港口環境審查系統」認證，和平港獲認證成為生態港，並實施多項綠色環保措施。

## 歷史沿革

### 開發背景
水泥為住宅、公路、橋樑、碼頭等土木建築及國防工事之建設的基本材料，雖然技術門檻不高，但屬於戰略物資產業。
有鑒於原為臺灣水泥供應主力的西部水泥礦權將在1997年屆滿，產業政策主管機關經濟部工業局為防止水泥供應來源之不足，有水泥產業東移的構想。1984年委託財團法人中興工程顧問社評估於花蓮地區設置水泥專業區之可行性，經研究選定花蓮縣秀林鄉和平地區為之最佳設置地點。1989年5月，經濟部核定將和平地區編定為水泥專業區工業用地，並公告停止所有權之轉移，開始徵收該地區土地。
1990年11月，工業局委託中華顧問工程司完成「和平水泥專業區設置專用港先期規劃」，確定建港之可行性及經濟性。1991年8月再度委託中華顧問工程司辦理「和平水泥專用港規劃設計及施工監督」計畫，1992年8月完成報告。和平港最初規劃8至13家水泥廠進駐:4，工業局則計畫自行完成和平港的開發，再移轉給各水泥廠共同使用及營運，建港投資成本由水泥廠依運量比例分攤，但最終僅有臺灣水泥股份有限公司（簡稱台泥）一家廠商有意願承購該水泥廠區。後來工業局與台泥協議，由台泥成立「和平工業區專用港實業股份有限公司」（簡稱「和平港公司」）接手開發和平港事宜，並經行政院院會審議通過。
協議的主要內容：和平港屬於工業局管轄之和平工業區之一部分，以BOT模式由台泥集團所屬的和平港公司建造營運，60年後和平港產權將移轉予工業局。工業局依據《促進產業升級條例》第37條設置「和平工業專用港管理小組」，以監督與管理和平港公司。
為擴大和平港的經濟效益，除了作為水泥原料輸入，水泥成品、半成品之輸出之外；在港口旁規劃設置和平火力發電廠，燃煤機組所需之煤炭也從和平港輸入；鄰近地區盛產建築用之砂石，亦有規劃從和平港輸出。

### 開發過程
1994年3月，和平工業專用港环境影响评价審查有條件通過。審查結論中，對於建港工程可能發生的災害、以及棄土海拋對漁業的影響等，要求提出應變及減輕對策，經事業主管機關工業局確認後始可核定。
1996年12月，經濟部依據《促進產業升級條例》，核准由「和平工業區專用港實業股份有限公司」投資興建營運和平工業專用港，總投資額為新台幣110億元。和平港專供花蓮和平工業區內廠商原物料及成品輸出入之用，並准許中華民國船舶及外國通商船舶出入。1997年6月，行政院同意和平港港區範圍劃定，開始動工興建。2000年6月，和平港第一期工程完工，其中包含港內各設施和6座碼頭，整個港區的開發範圍約159公頃，並配合水泥廠試運轉開放部分營運:604。
2003年12月2日，和平港正式營運。2004年3月，行政院函指定和平港為工業專用港。

### 完工後營運
和平港開始營運之初，常被附近居民質疑是破壞生態環境，居民屢次與管理單位發生衝突。為了提升形象，並進行企業轉型，台泥與和平港公司積極推行各項生態改善措施。和平港公司於2019年向歐盟海港組織認可之「永續物流鏈基金會」（ECO Sustainable Logistic Chain，ECOSLC）申請「港口環境審查系統」（Port Environmental Review System，PERS）認證，和平港獲認證成為生態港。同年12月，台泥集團以「水泥、環保、能源」港電廠三合一獲亞洲IIA國際創新獎。
和平港實施多項綠色環保措施，包括：碼頭上各項燃油設備改用電動設備；一、二期老舊柴油車禁止進入港區；船舶進出和平港須於距離20浬內，減速至12節以下；船舶進和平港繫泊後之在港期間，全面改為低硫燃油。各項措施目的為減少氮氧化物（NOx）、硫氧化物（SOx）、二氧化碳等排放。定期由第三方認證機構進行環境品質監測。

## 地理位置與港埠設施

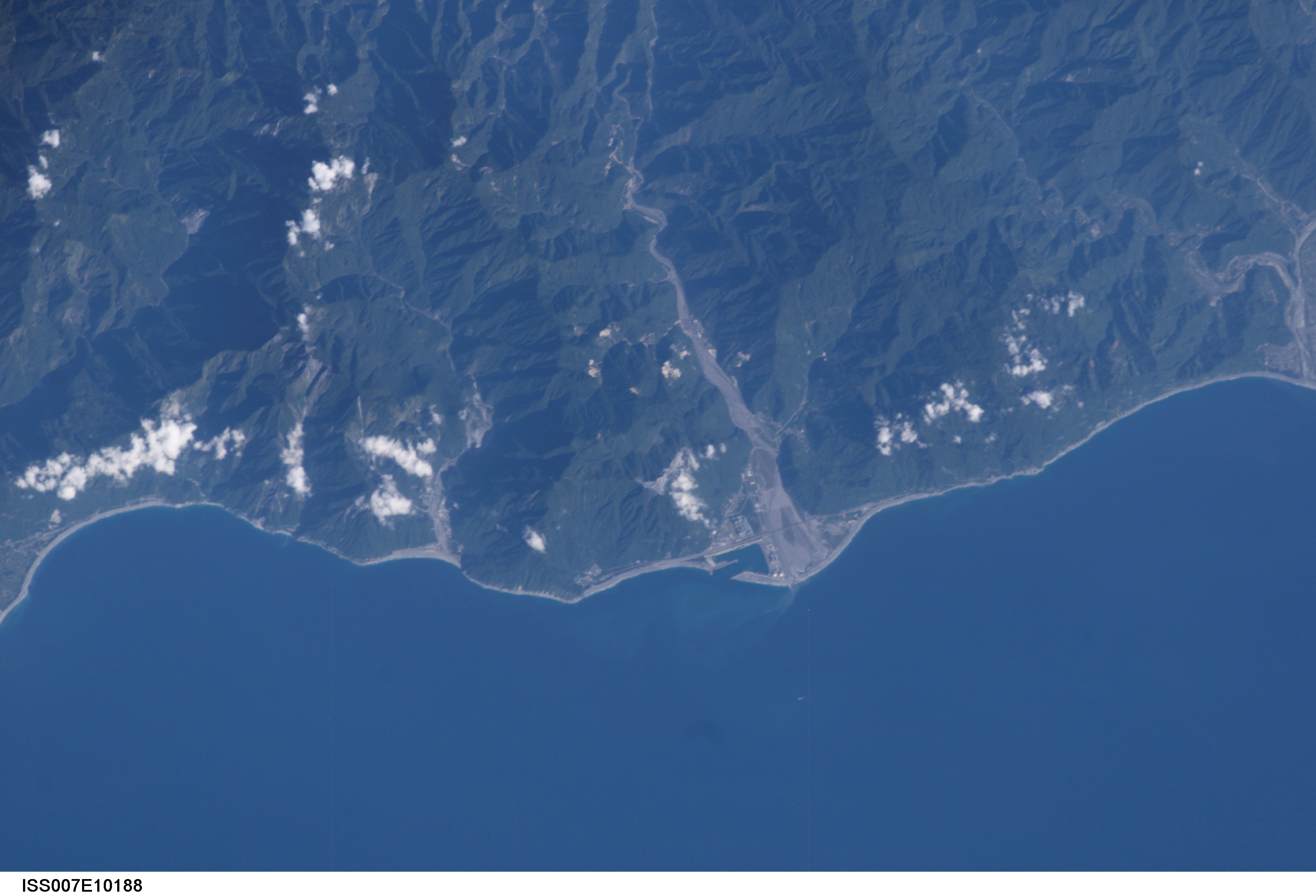
和平港與和平溪空照图

### 地理位置
和平港位於和平溪出海口南岸的沖積三角洲上，西側緊鄰勇士山，東臨太平洋，南方2公里處為清水斷崖:3，距離蘇澳港和花蓮港皆約24海里:2-17。

### 港埠設施

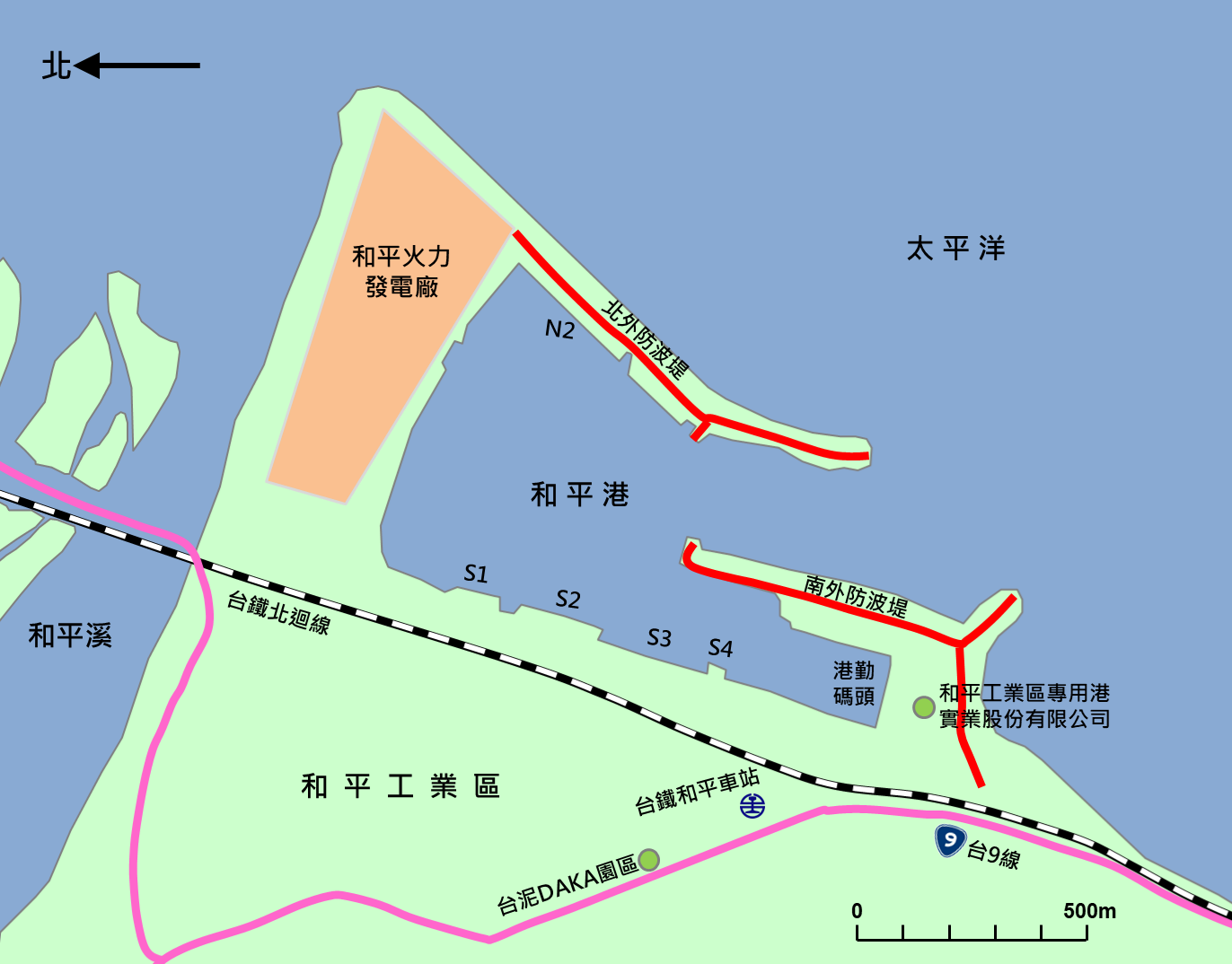
和平工業專用港平面圖

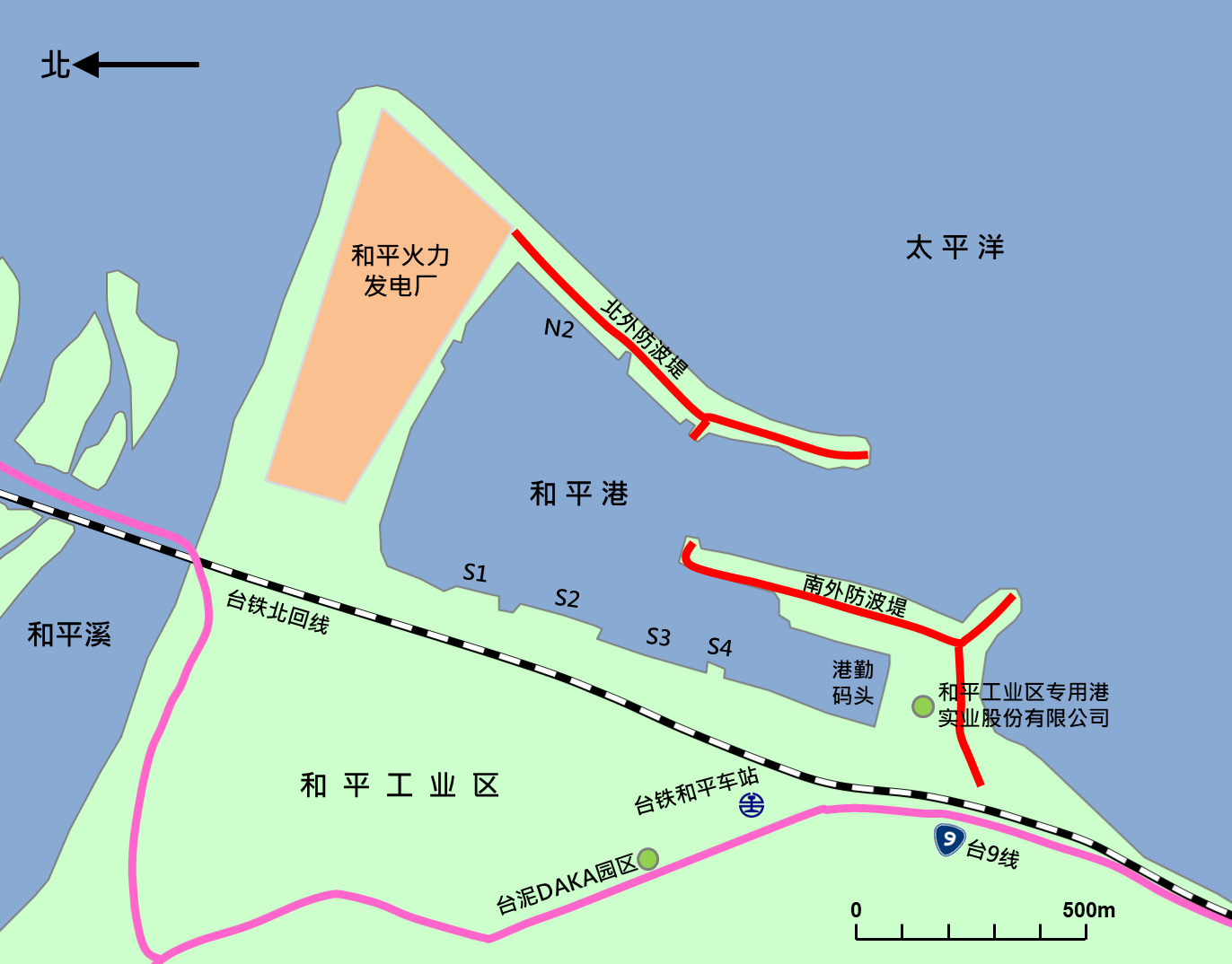
和平工业专用港平面图

和平港第一期建造N2、S1、S2、S3、S4五座產業用碼頭，以及供拖船、解纜清潔船停泊的港勤碼頭。港區在設計階段已規劃第二期碼頭的設置空間，N2兩側可再建造N1、N3碼頭，S4南側可再建造S5、S6碼頭，港區空間共計可再擴建四座碼頭，但第一期之各碼頭自2003年啟用後均未滿載，尚無擴建第二期之必要:2-22。
| 碼頭編號 | 水深（公尺） | 長度（公尺） | 說明                                          |
| -------- | ------------ | ------------ | --------------------------------------------- |
| N2       | 16           | 330          | 供煤炭輸入、砂石輸出之用，有連續式卸煤機2部。 |
| S1       | 9            | 120          | 供重件起水、砂石輸出、其他原物料輸出入之用。  |
| S2       | 13           | 220          | 供石灰石、熟料、水泥輸出與副料輸入之用。      |
| S3       | 13           | 220          | 為水泥輸出之專用碼頭。                        |
| S4       | 12           | 200          | 為水泥輸出之專用碼頭。                        |
| 港勤碼頭 | 6            | 180          | 供拖船、解纜清潔船停泊。                      |

## 港口設計
根據1992年8月《和平水泥專用港細部規劃》，和平港進港煤輪規劃為7.3萬噸DWT級超巴拿馬極限輪，水泥運輸船為3萬噸級DWT船舶。港口容量需求為燃煤460萬噸、出口水泥1,300萬噸、副料140萬噸，合計1,900萬噸。1995年8月經公開徵選由宇泰工程顧問進行規劃，以及後續細部設計及工程監造。:5
和平港位於和平溪口之沖積傘，面臨太平洋、海床坡度陡峭，無法向外擴建港池航道，可用空間有限。港口設計經修訂後，採兩期開發，第一期工程將完成所有外廓防坡堤設施及相關水域設施，外廓設施包括南北外防坡堤共1,975公尺，南北內提則由五座沉箱組成。港口開口朝南偏西10度，主航道採單行道直線配置，水深16至20公尺，自防坡堤至迴船池中心距離約1,100公尺，迴船池直徑500公尺，航道北端及南外防坡堤靠岸航道側，分別設置消波區及消波護岸，共19.4公頃。第一期設置5座產業用碼頭，及1座港勤碼頭。若需要第二期，可再擴充4座產業用碼頭，總浚挖量約1,845萬立方公尺。整體工程將放置56,000個各式消波塊、各式塊石85萬立方公尺、各式鋼材22萬噸，另外包含燃煤卸運設施、港勤船泊3艘、公共設施、行政大樓、導航與通訊設施、防風林區等，估計開發費用為新台幣88億元。:5-6

## 營運情況

### 輸出貨物
和平港輸出貨物以水泥成品占最大宗，水泥之半成品水泥熟料居次。2001年至2011年有輸出石灰石，之後無輸出。砂石輸出量變化較大，輸出量最多年份為2004年，達88.67萬噸，部分年份無輸出。歷年總輸出量以2004年最多，達696.26萬噸。2024年輸出貨物量為349.1萬噸，其中水泥306.7萬噸、水泥熟料34.1萬噸、砂石8.2萬噸。

### 輸入貨物
和平港輸入貨物以煤為主，其次為製造水泥所需要的原料鐵渣、石膏。其他輸入貨物量變化較大，包括機件、矽砂等。歷年總輸入量以2016年最多，達478.64萬噸。2024年輸入貨物量為365.89萬噸，其中煤337.29萬噸、鐵渣7.1萬噸、石膏6.6萬噸、矽砂14.9萬噸、其他0.1萬噸。

### 進出港船舶
和平港進出港船舶以2004年最多，當年進出港船舶為1,096艘，2024年為730艘。

### 進駐機構
和平港原由「經濟部工業局和平工業專用港管理小組」監督與管理，包括港務行政業務督導、船舶進出港之許可。2023年9月26日起因應經濟部組織改造，監督與管理機構改名為「經濟部和平工業專用港管理小組」，隸屬於「經濟部產業園區管理局臺北分局」。
其他政府相關負責單位包括五個單位：
1. 航政：由臺灣港務股份有限公司花蓮港務分公司負責，包括船舶進出港簽證、船舶監理、航線管理、船員管理、引水管理、船舶運送業管理、船務代理業管理、船舶海事案件調查等。
2. 關稅：由財政部關務署基隆關派駐，設有和平港辦公室。
3. 疫病檢查：衛生福利部疾病管制署負責，現由花蓮港檢疫人員兼辦。
4. 安全檢查：由花蓮港務警察總隊和平工業港分隊派駐，員警約30人，在和平港港區大門設檢查崗哨。
5. 海岸巡防：由海洋委員會海巡署艦隊分署負責，設有安檢所一座，派駐成員約40人[9]。

## 爭議

### 施工期間
1997年10月，和平地區居民、保育團體指稱和平港公司未能履行環評承諾先行違規整地，雙方發生衝突。後工業局勒令和平港公司停工。2000年6月，花蓮縣政府主辦和平港開發對漁業影響協調會，崇德、和中、和仁地區定置漁民表示，在和平港養灘使用的海拋砂石會隨沿岸流漂送南下，使得定置網片的受損率大大提高。
2002年4月，監察院對花蓮縣政府農業局、行政院農業委員會漁業署和經濟部工業局提出糾正案，指出花蓮縣政府農業局對「專用漁業權」之使用未加限制或附以條件；臺灣省政府農林廳漁業局1994年時未考量專用港與漁權範圍不可相容，即核發「專用漁業權」執照給花蓮區漁會；工業局未於「花蓮縣沿岸專用漁業權漁業整體規劃計畫暨規劃結果圖」之公開閱覽期間提出異議，導致和平港興建完工後造成漁民的損失與恐慌。

### 啟用後
2004年3月，漁民表示和平港公司拒絕對漁獲減少發放補償回饋金，出動200餘艘漁船包圍和平港抗議。海巡署派遣巡邏艇戒備。
2010年1月，部分人士建議麥寮、和平工業專用港放寬供商業使用，立法院舉辦「麥寮、和平工業港放寬使用」公聽會，探討是否修改《產業創新條例》草案第58條第2項，將工業專用港放寬商用，後續討論後並未通過。
2014年5月，「環境影響評估審查委員會」（簡稱環評大會）上蘇澳區漁會、漁業署、環評委員等指稱「10年來養灘底泥流失200萬立方米，且所含重金屬已高於下限值」，台泥公司卻未提出對策。同年9月，環評大會要求和平港公司補充養灘相關資料，要求台泥當年底前補件再審。2015年5月，環評大會上台泥承諾增加監測點及監測頻率，不再使用易吸附重金屬的碼頭疏濬底泥養灘，環評案通過。
2019年，交通部提出蘇花公路安全提升計畫（蘇花安），其中和平—和中段主方案路線高架穿越和平港區影響主要業主台泥公司權益，故利害關聯者台泥企業團和平港公司提出異議並表示：「此路段極少有落石而無道路安全問題及品質提升需求，外環高架將穿越和平港恐損及公司權益及環境生態破壞，且更靠近海岸有颱風天災行車安全疑慮，故持反對意見」。公路總局蘇花公路改善工程處則回應：「此路段為易落石及土石崩塌敏感區域而有安全疑慮，另考量地區服務及台泥DAKA園區休憩需求而配置完整交流道方便前往，設計與相關配置已避開港內重要設施，並無損及和平港公司權益及破壞環境生態情事」。

## 周邊

### 和平工業區
和平工業區是位於花蓮縣秀林鄉的一處工業園區，面積486.73公頃，以水泥產業為主，將採礦、生產、運輸之作業點緊密結合。和平港為和平工業區之專用港。
2020年1月，配合蘇花改全線通車，台泥公司在和平工業區內設立「台泥DAKA園區」，內有企業願景形象館，並作為台9線中途之休息站。台泥同時將和平水泥廠改造為生態循環工廠，可供民眾預約參觀。

### 和平火力發電廠
和平電廠為位於和平工業區內、和平港北側的一座民營火力發電廠，裝置容量132萬千瓦，是臺灣東部發電量最大的電廠。和平電廠發電所需煤炭均由和平港輸入。

### 臺鐵和平車站
臺鐵和平車站位於和平工業區內、和平港西側，此車站除提供往來和平工業區旅客使用，亦可作為和平工業區內貨物運送之用。

### 其他
- 台9線蘇花公路
- 台泥DAKA園區
- 花蓮縣立和平國小
- 花蓮縣警察局新城分局和平派出所
- 花蓮港務警察總隊和平工業專用港警察隊[51]
- 花蓮縣政府消防局第一大隊和平分隊
- 秀林和平郵局
- 臺灣中油和平加油站
- 海洋委員會海巡署東部分署和平安檢所
- 和平工業區專用港實業股份有限公司
- 經濟部產業園區管理局和平工業專用港管理小組
- 經濟部地質調查及礦業管理中心和平保安中心
- 和仁配電變所

## 延伸閲讀
- 鄧樂民. . 國立臺灣海洋大學. 2006.
- 郭浚宜. . 國立東華大學. 2007.
- 黃東緯. . 國立東華大學. 2007.
- 邱妍禎. . 國立臺灣海洋大學. 2010.

## 外部連結
- 經濟部和平工業港管理小組 （页面存档备份，存于）
- 和平工業區專用港實業股份有限公司 （页面存档备份，存于）